# Sopwith Rhino
Il Sopwith 2B2 Rhino fu un bombardiere monomotore, biposto e triplano, sviluppato dall'azienda aeronautica britannica Sopwith Aviation Company nei tardi anni dieci del XX secolo e rimasto allo stadio di prototipo.
Realizzato su iniziativa privata dell'azienda, venne costruito in due soli esemplari i quali, valutati dal personale militare britannico e giudicati non idonei al servizio, vennero utilizzati come banchi di prova volanti per motori.

## Storia del progetto
Nell'estate 1917 la Sopwith Aviation Company decise di avviare lo sviluppo di un nuovo modello di bombardiere monomotore da proporre alle autorità militari britanniche per equipaggiare i propri reparti impegnati nella prima guerra mondiale.
Non essendoci stata alcuna richiesta ufficiale né relative specifiche emesse, l'azienda non sottoscrisse alcun ordine con il Royal Flying Corps o Royal Naval Air Service, rispettivamente componenti aeree di Royal Army (esercito) e Royal Navy (marina militare), ma alla Sopwith venne concessa una licenza per consentire la costruire di due prototipi come iniziativa privata.
Il modello, indicato dall'azienda come Rhino, era relativo ad un velivolo monomotore in configurazione traente dalla inusuale velatura triplana, con piani alari tra loro collegati da una sola coppia di montanti interalari per lato e dotati ognuno di alettoni. Altra particolarità del progetto era la fusoliera che integrava oltre ai due abitacoli aperti in tandem uno scompartimento bombe ventrale capace di trasportare 205 kg (450 lb) in ordigni da caduta, i quali erano contenuti in appositi caricatori che consentivano di assemblare il carico bellico da parte del personale di terra consentendo di eseguire un rapido riarmo del velivolo.
L'armamento difensivo era affidato ad una mitragliatrice Vickers calibro .303 in (7,7 mm) posizionata in caccia e sparante, grazie a un dispositivo di sincronizzazione, attraverso il disco dell'elica, integrata da una Lewis pari calibro montata su supporto brandeggiabile nell'abitacolo posteriore ad uso dell'osservatore.
La propulsione era affidata ad un motore Beardmore Halford Pullinger (BHP), un 6 cilindri in linea raffreddato a liquido, con impianto di raffreddamento dotato di due radiatori installati ai lati della fusoliera, capace di erogare una potenza pari a 230 hp (170 KW), installato all'estremità anteriore del velivolo, collegato ad un'elica bipala lignea a passo fisso.
Il primo prototipo venne portato in volo a Brooklands nell'ottobre 1917 e durante le iniziali prove di volo si rivelò soffrire di una tendenza ad abbassare il naso in volo e al surriscaldamento del motore. Il secondo prototipo, che differiva dall'aver sostituito il superato supporto brandeggiabile della mitragliatrice posteriore con un più moderno anello Scarff, venne inviato alla base di Martlesham Heath dove venne avviato a prove ufficiali che vennero eseguite tra il febbraio ed il marzo 1918. I risultati furono deludenti, con il modello in grado di ottenere scarsi valori di tangenza massima e bassa velocità, e giudicato perciò inadatto al servizio operativo. I due prototipi vennero quindi utilizzati dall'azienda come banchi di prova volante per lo sviluppo tecnologico delle eliche fino al loro smantellamento.

### Annotazioni
1. ↑  Mason considera queste dimensioni sospette e suggerisce una lunghezza di 9,22 m (30 ft 3 in) e un'apertura alare di 12,5 m (41 ft), benché affermi che anche questi valori potrebbero essere non rispondenti alla realtà.

### Fonti
1. ↑  Bruce 1957, pp. 609-610.
2. 1 2  Mason 1994, p. 91.
3. 1 2  Robertson 1970, p. 227.
4. ↑  Bruce 1957, pp. 617-618.
5. ↑  Bruce 1957, pp. 618-619.
6. ↑  Robertson 1970, p. 228.

### Pubblicazioni
- (EN) Fighting Breed..., in Flight, 30 novembre 1951,  p. 684.